# Zones d'administration locale du Territoire du Nord

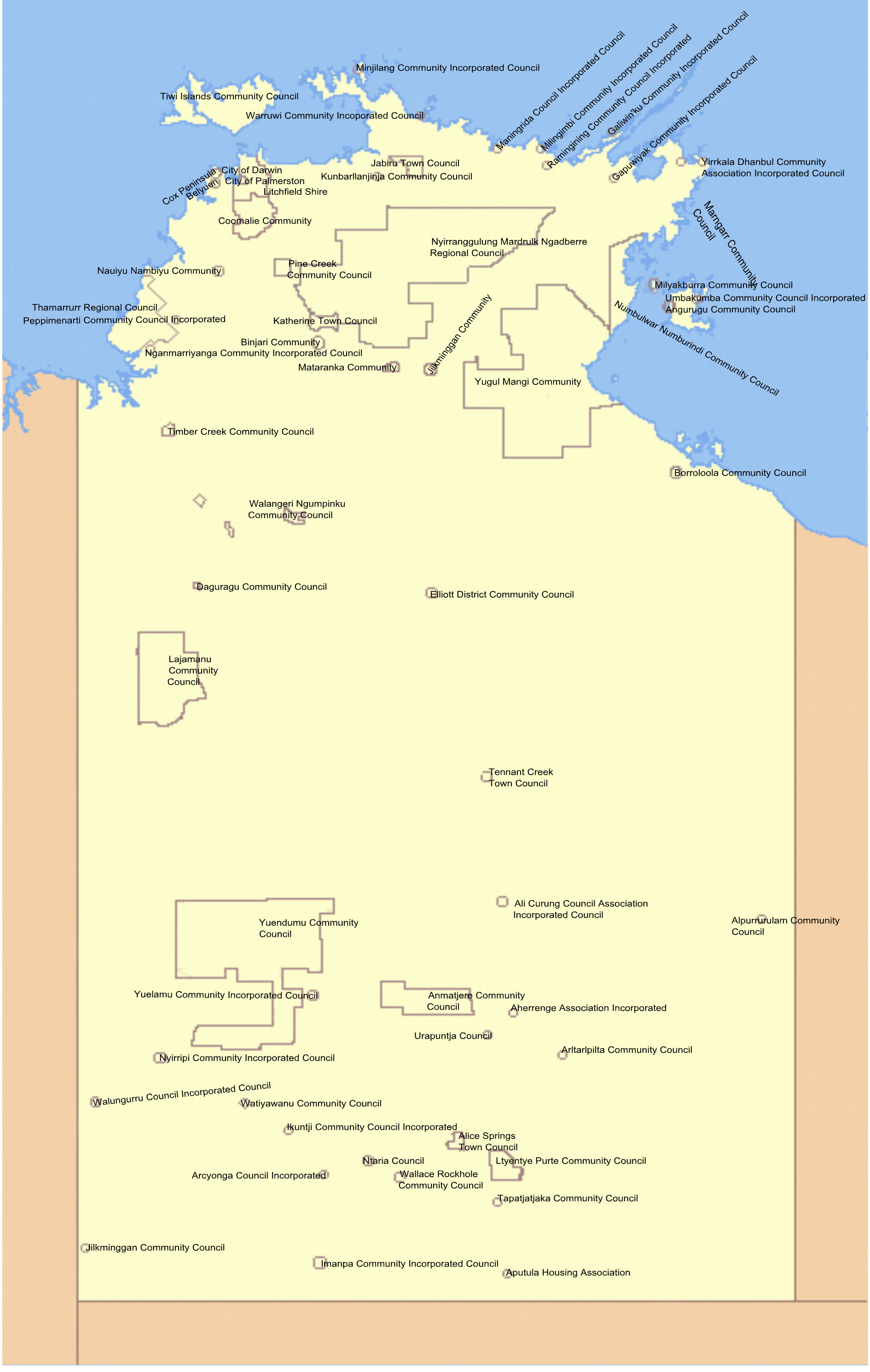
Carte des zones d'administration locales du Territoire du Nord

Depuis le 1er juillet 2008, une rationalisation des organismes d'administration locale a ramené le nombre de LGA dans le Territoire du Nord en Australie à 21 entités, dont cinq non incorporées.
Avant le 1er juillet 2008, le Territoire du Nord disposait de 63 (61?) zones d'administration locale, même si seulement six conseils étaient considérés comme des municipalités autonomes.

## Zones d'administration locale depuis 2008
Le gouvernement du Territoire du Nord a proposé et obtenu, dans un souci de rationalisation, que les unités administratives locales fusionnent en neuf comtés (counties) et quatre municipalités (municipalities) :

### Municipalités
Cinq Municipalités (Town, City ou Municipality) :
- Alice Springs (en) ;
- Darwin (en) ;
- Katherine (en) ;
- Litchfield (en) ;
- Palmerston (en).

### Comtés et Régions
Onze Comtés (Shire) et Régions (Region) :
- Arnhem-Est (en) ;
- Arnhem-Ouest (en) ;
- Barkly (en) ;
- Belyuen (en) ;
- Coomalie (en) ;
- Désert-Central ;
- MacDonnell (en) ;
- Roper Gulf (en) ;
- Tiwi Islands (en) ;
- Victoria-Daly (en) ;
- Wagait (en).

### Zones non incorporées
Cinq zones non incorporées n'appartiennent à aucune LGA constituée :
- Nhulunbuy (7,12 km2) ;
- Alyangula (2,10 km2) ;
- Unincorporated Top End Region (Finnis-Mary) (19 263,22 km2) ;
- Darwin Rates Act Area (East Arm) (52,15 km2) ;
- Yulara (103,3 km2).

## Zones d'administration locale avant 2008

### Municipalités
Les six grands centres du territoire étaient des municipalités, entités administratives qui traitent de domaines similaires à ceux des autres municipalités du reste de l'Australie, à l'exception de la construction et de la planification.
- Ville d'Alice Springs
- Ville de Darwin
- Ville de Jabiru
- Ville de Katherine
- Comté de Litchfield
- Ville de Palmerston
- Ville de Tennant Creek

### Communautés
Les trente communautés (ou régions) étaient constituées différemment des municipalités et avaient souvent des fonctionnalités supplémentaires. Quelques Councils, en raison de la nature de leur domaine de propriété foncière, ne font pas payer d'impôts sur la propriété.
- Alpurrurulam (Communauté)
- Angurugu (Communauté)
- Anmatjere (Communauté)
- Arltarlpilta (Communauté)
- Belyuen (Communauté)
- Binjari (Communauté)
- Borroloola (Communauté)
- Coomalie (Communauté)
- Cox Peninsula (Communauté)
- Daguragu (Communauté)
- Elliott District (Communauté)
- Jilkminggan (Communauté)
- Kunbarllanjinja (Communauté)
- Lajamanu (Communauté)
- Ltyentye Purte (Communauté)
- Marngarr (Communauté)
- Mataranka (Communauté)
- Nauiyu Nambiyu (Communauté)
- Numbulwar Numburindi (Communauté)
- Nyirranggulung Mardrulk Ngadberre (Région)
- Pine Creek (Communauté)
- Tapatjatjaka (Communauté)
- Thamarrurr (Région)
- Timber Creek (Communauté)
- Tiwi Islands (Communauté)
- Walangeri Ngumpinku (Communauté)
- Wallace Rockhole (Communauté)
- Watiyawanu (Communauté)
- Yuendumu (Communauté)
- Yugul Mangi (Communauté)

### Associations
Il y avait vingt trois associations qui ont des pouvoirs limités.

### Ville à statut spécial
La ville à statut spécial de Jabiru était gérée par l'organisme qui a construit la ville.

## Sources
- (en) Cet article est partiellement ou en totalité issu de l’article de Wikipédia en anglais intitulé « Local government areas of the Northern Territory » (voir la liste des auteurs).
- (en) list at the Local Government Association of the Northern Territory site
- (en) partial list at the Northern Territory Government portal site
- (en) Map of Proposed LGAs
- (en) Policy details